# Joseph McFadden
Joseph Patrick McFadden (ur. 22 maja 1947 w Filadelfii, Pensylwania, zm. 2 maja 2013 tamże) – amerykański duchowny katolicki, biskup Harrisburga w metropolii Filadelfia w latach 2010-2013.
Pochodził z rodziny irlandzkich imigrantów. Kształcił się przy szkołach parafialnych. Ukończył studia na Uniwersytecie św. Józefa (dyplom z nauk politycznych). Został następnie nauczycielem w szkole średniej, będąc jednocześnie trenerem drużyny koszykarskiej (sam był wcześniej graczem drużyn młodzieżowych). W 1976 postanowił jednak pójść za głosem powołania i wstąpił do seminarium duchownego w Overbrook. Ukończył je z wynikiem summa cum laude. Święcenia kapłańskie otrzymał 16 maja 1981 z rąk kardynała Johna Króla. Pracował m.in. jako sekretarz kard. Króla, dyrektor Cardinal O'Hara High School w Springfield, proboszcz kilku parafii i ojciec duchowny seminarium św. Karola Boromeusza w Wynnewood.
28 czerwca 2004 otrzymał nominację na biskupa pomocniczego Filadelfii ze stolicą tytularną Horreomargum. Sakry udzielił mu ówczesny zwierzchnik archidiecezji kard. Justin Francis Rigali. 22 czerwca 2010 mianowany ordynariuszem Harrisburga. Ingres odbył się 18 sierpnia 2010.
Zmarł nagle, uczestnicząc w spotkaniu biskupów prowincji filadelfijskiej w Filadelfii.